# 達格維爾
達格維爾（英語：Dargaville），新西兰北岛上的城市，总人口4,445 (2006年) 。達格維爾以出考里松木料和树膠闻名，在19世纪曾是繁荣的木业中心，最早来此拓荒的欧洲人，即是在此地采运木材、设立鋸木工廠，也造就了造船业、建筑业的一片荣景。

## 地理

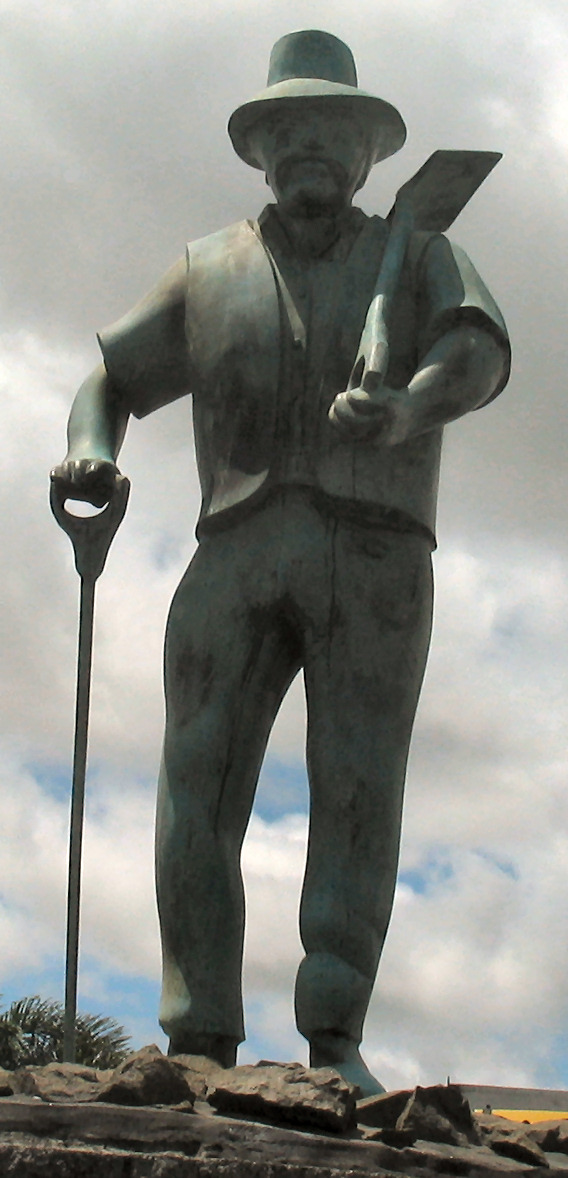
達格維爾采树胶的工人雕像

### 气候
達格維爾气候适宜，温暖多雨，为亚热带气候。